# Ale Kino!
Ale Kino! est un festival international de film et de télévision ambitieux pour les enfants et jeunesse, fondé en 1969 et organisé à Poznań en Pologne.
La première édition s'est passée en 1969, mais de 1963[pas clair] à 1966 se passent critiques cinématographiques nationales[Quoi ?]. En 1994, le festival est devenu international.
Les prix principaux sont Les Chèvres d'Or, mais les jurés des enfants et jeunesse ont leurs propres prix appelés Petit Martin et Martin.